# Droga wojewódzka 568
Die Droga wojewódzka 568 (DW 568) ist eine sechs Kilometer lange Droga wojewódzka (Woiwodschaftsstraße) in der polnischen Woiwodschaft Masowien, die die Goślice und Ciółkowo verbindet. Die Strecke liegt im Powiat Płocki.

## Streckenverlauf
Woiwodschaft Masowien, Powiat Płocki
-  Goślice (DK 60)
- Męczenino
-  Ciółkowo (DW 567)